# Mitchell, Nebraska

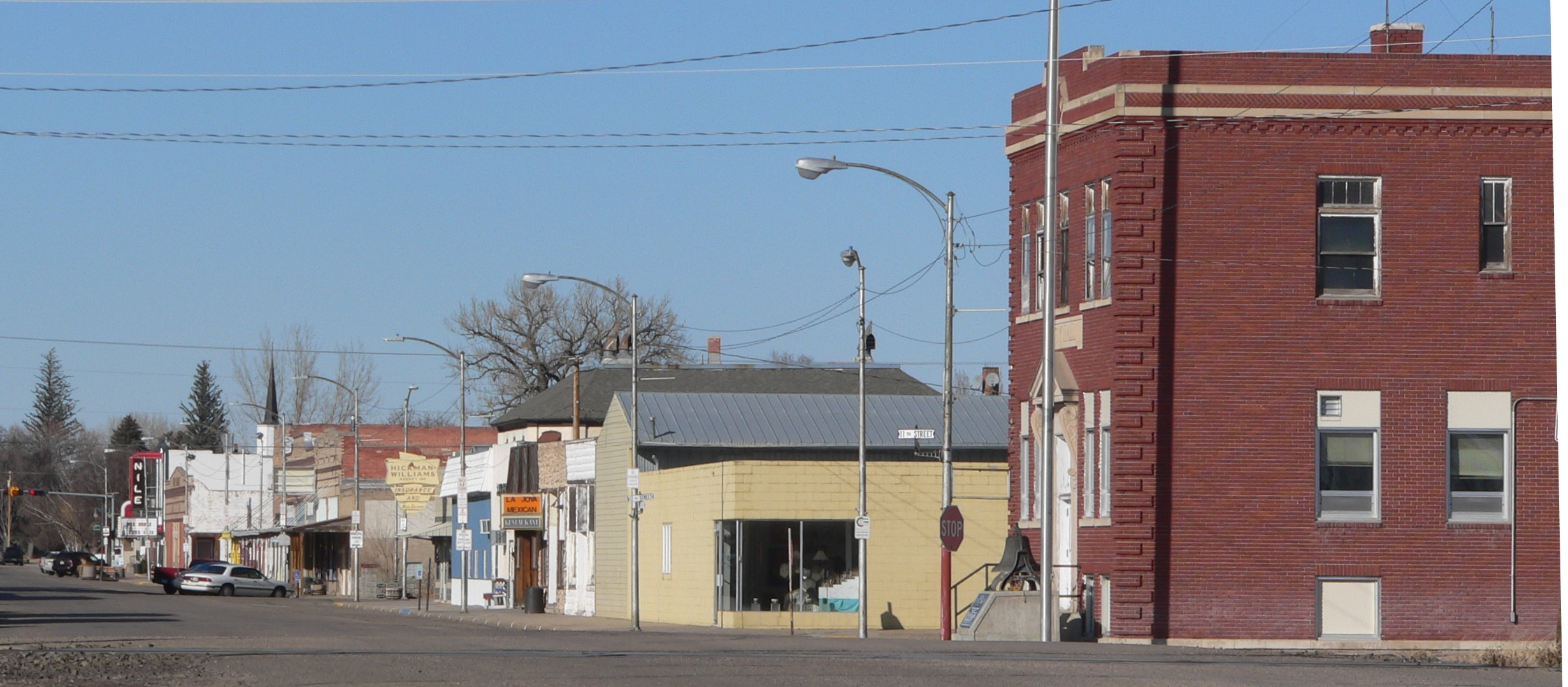
Center Avenue.

Mitchell är en stad (city) i Scotts Bluff County i västra Nebraska, belägen norr om North Platte River omkring 15 kilometer nordväst om den större grannstaden Scottsbluff. Staden hade 1 702 invånare vid 2010 års federala folkräkning.

## Historia
Mitchell grundades år 1900 i samband med att Chicago, Burlington and Quincy Railroad byggde en linje genom orten. Orten uppkallades efter det närbelägna Fort Mitchell, som i sin tur uppkallats efter nordstatsgeneralen och guvernören Robert Byington Mitchell (1823–1882). Orten har kommunalt självstyre som city sedan 1902.

## Kultur och sevärdheter
Mitchell är årligen plats för Scotts Bluff County Fair, med musik- och cirkusuppträdanden samt boskapsuppvisning.

## Idrott
Staden har en 9-håls golfbana, Scenic Knolls Golf Course.

## Kommunikationer
Järnvägslinjen genom staden drivs idag av BNSF och används endast för godstrafik. Staden ligger vid den öst-västliga landsvägen U.S. Route 26 och Nebraskas delstatsväg 29.